# (464162) 2015 AQ17
(464162) 2015 AQ17 es un asteroide perteneciente al cinturón de asteroides, descubierto el 21 de junio de 2007 por el equipo Spacewatch desde el Observatorio Nacional de Kitt Peak (Arizona, Estados Unidos).